# Mechowo (Rymań)
Mechowo (deutsch Mönchgrund) ist ein Wohnplatz in der Woiwodschaft Westpommern in Polen. Er liegt im Gebiet der Gmina Rymań (Landgemeinde Roman) und gehört mit dieser zum Powiat Kołobrzeski (Kolberger Kreis).

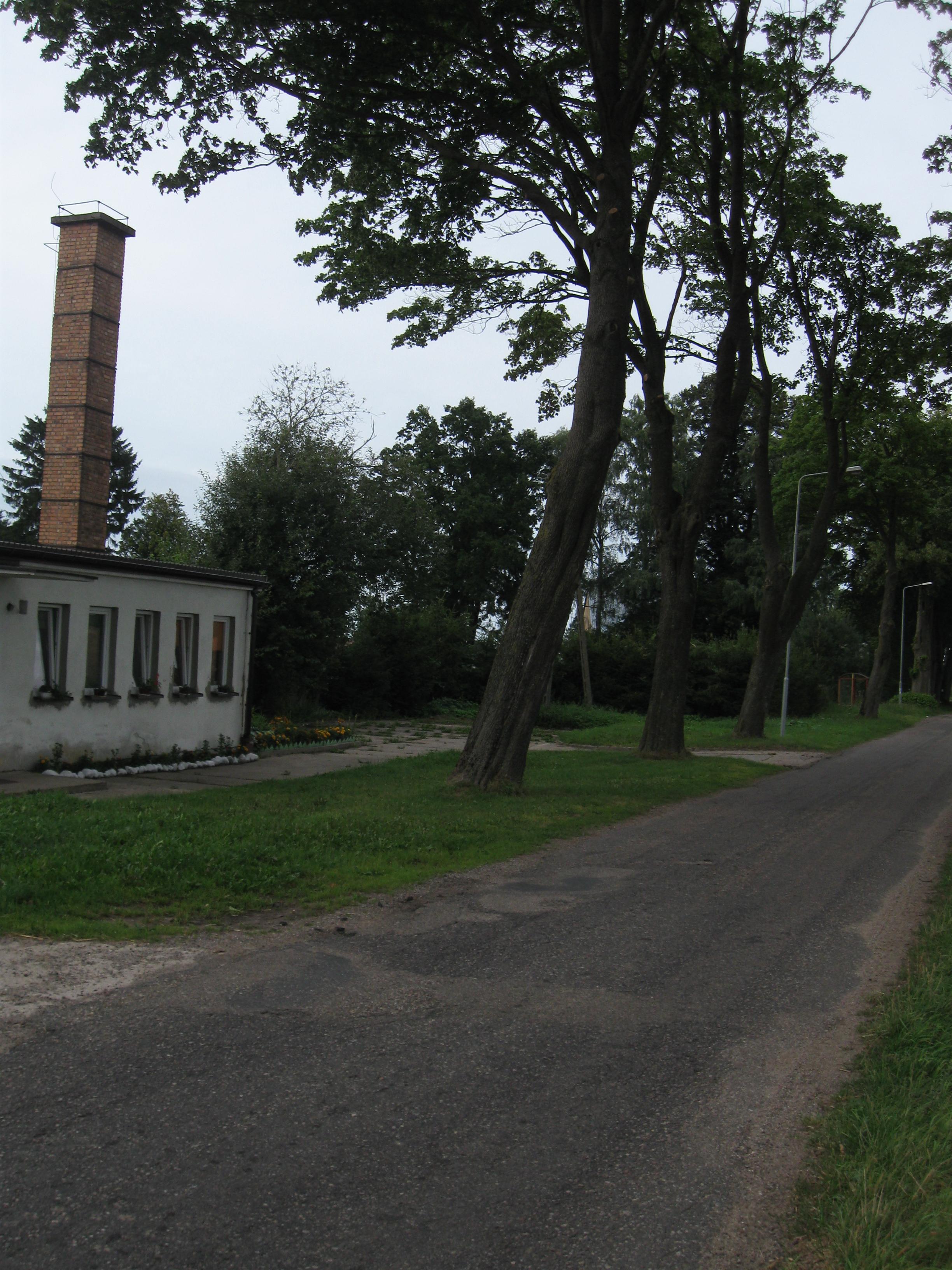
Ortsmitte, 2013

Das Wohnplatz liegt in Hinterpommern, an einer Straße zwischen dem Dorf Jarkowo (Jarchow) im Süden und dem Dorf Świecie Kołobrzeskie (Schwedt) im Norden. Ebenfalls im Norden liegt etwas abseits der Straße der Wohnplatz Petrykozy (Althof). Östlich des Dorfes fließt der Pöskebach, der hier die Seen Großer Pösk und Kleiner Pösk bildet. Beide Seen waren vor 1945 verlandet und der Seegrund wurde als Wiese genutzt.
In Ludwig Wilhelm Brüggemanns Ausführlicher Beschreibung des gegenwärtigen Zustandes des Königlich Preußischen Herzogtums Vor- und Hinterpommern (1784) ist Mönchgrund bei Schwedt unter den adeligen Gütern des Greiffenbergschen Kreises aufgeführt: Zu Schwedt gehörte damals ein „auf der Feldmark gelegener Rittersitz, Münchgrund mit einer Schäferey“.
Mönchgrund war seit mindestens Anfang des 19. Jahrhunderts ein Vorwerk des benachbarten Rittergutes Althof und war mit diesem bis um 1880 im Besitz der adligen Familie Wachholtz. Als das Rittergut um 1887 durch den damaligen Besitzer aufgeteilt wurde, wurde auch Mönchgrund verkauft und als eigener Hof weitergeführt. Der letzte deutsche Besitzer war Albert Wulff, der Mönchgrund im Jahre 1908 erwarb und bis 1945 bewirtschaftete.
In politischer Hinsicht gehörte Mönchgrund zunächst zum Gutsbezirk Althof. Nach der Aufteilung des Rittergutes Althof wurde der Gutsbezirk im Jahre 1901 aufgelöst und in die Landgemeinde Schwedt eingegliedert. Bis 1945 bildete Mönchgrund dann einen Wohnplatz der Landgemeinde Schwedt und gehörte mit dieser zum Landkreis Kolberg-Körlin der Provinz Pommern.
Nach dem Zweiten Weltkrieg kam Mönchgrund, wie ganz Hinterpommern, an Polen. Es erhielt den polnischen Ortsnamen Mechowo. Heute leben hier 46 Einwohner (Stand 2013).